# Liste der Kulturdenkmale in Thum

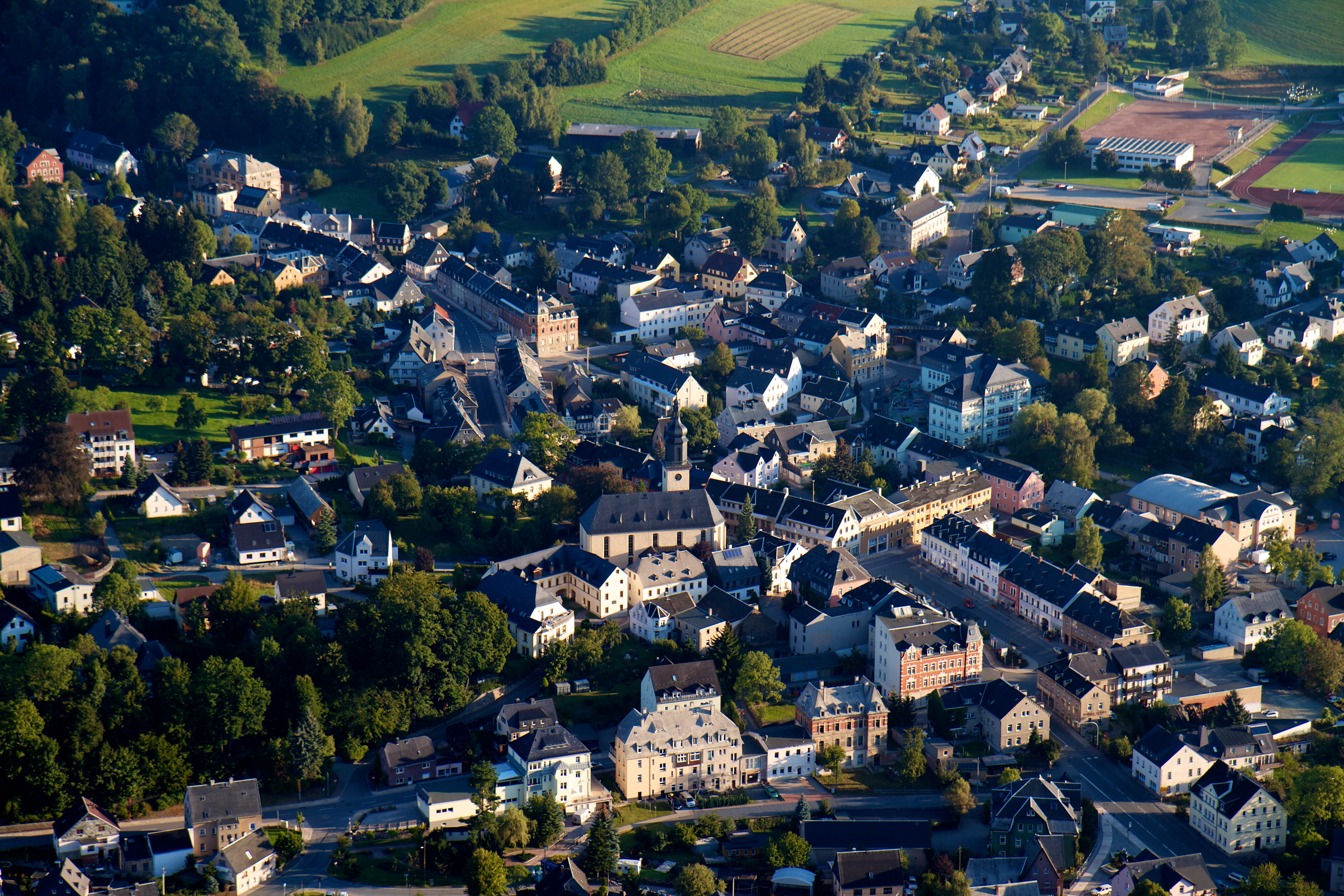
Thum von oben

Die Liste der Kulturdenkmale in Thum enthält die Kulturdenkmale in Thum.
Diese Liste ist eine Teilliste der Liste der Kulturdenkmale in Sachsen.

## Legende
- Bild: Bild des Kulturdenkmals, ggf. zusätzlich mit einem Link zu weiteren Fotos des Kulturdenkmals im Medienarchiv Wikimedia Commons. Wenn man auf das Kamerasymbol klickt, können Fotos zu Kulturdenkmalen aus dieser Liste hochgeladen werden:
- Bezeichnung: Denkmalgeschützte Objekte und ggf. Bauwerksname des Kulturdenkmals
- Lage: Straßenname und Hausnummer oder Flurstücknummer des Kulturdenkmals. Die Grundsortierung der Liste erfolgt nach dieser Adresse. Der Link (Karte) führt zu verschiedenen Kartendiensten mit der Position des Kulturdenkmals. Fehlt dieser Link, wurden die Koordinaten noch nicht eingetragen. Sind diese bekannt, können sie über ein Tool mit einer Kartenansicht einfach nachgetragen werden. In dieser Kartenansicht sind Kulturdenkmale ohne Koordinaten mit einem roten bzw. orangen Marker dargestellt und können durch Verschieben auf die richtige Position in der Karte mit Koordinaten versehen werden. Kulturdenkmale ohne Bild sind an einem blauen bzw. roten Marker erkennbar.
- Datierung: Baubeginn, Fertigstellung, Datum der Erstnennung oder grobe zeitliche Einordnung entsprechend des Eintrags in der sächsischen Denkmaldatenbank
- Beschreibung: Kurzcharakteristik des Kulturdenkmals entsprechend des Eintrags in der sächsischen Denkmaldatenbank, ggf. ergänzt durch die dort nur selten veröffentlichten Erfassungstexte oder zusätzliche Informationen
- ID: Vom Landesamt für Denkmalpflege Sachsen vergebene, das Kulturdenkmal eindeutig identifizierende Objekt-Nummer. Der Link führt zum PDF-Denkmaldokument des Landesamtes für Denkmalpflege Sachsen. Bei ehemaligen Kulturdenkmalen können die Objektnummern unbekannt sein und deshalb fehlen bzw. die Links von aus der Datenbank entfernten Objektnummern ins Leere führen. Ein ggf. vorhandenes Icon  führt zu den Angaben des Kulturdenkmals bei Wikidata.

## Thum
| Bild                                    | Bezeichnung | Lage                               | Datierung                                       | Beschreibung | ID       |
| --------------------------------------- | --- | ---------------------------------- | ----------------------------------------------- | --- | -------- |
| Direkt Bild zu diesem Denkmal hochladen | Bergbau-Seifengebiet (Zinnerzbergbau)                                                                                           | (Karte)                            | 15. Jahrhundert                                 | Eines der größten zusammenhängenden Zinnseifengebiete Deutschlands, bergbauhistorisch von Bedeutung. | 09247887 |
| Direkt Bild zu diesem Denkmal hochladen | Allee mit platzartiger Erweiterung, Grabmal, zwei Gedenksteine und ein Grenzstein (Wettinplatz)                                 | (Flurstücke 899 und 926/a) (Karte) | 1889 (Allee und Gedenkstein); 1695 (Grablege)   | Anlässlich des 800-jährigen Jubiläums des Hauses Wettin angelegt, landschaftgestaltend, personen-, regional- und ortsgeschichtlich bedeutend. Die Allee zum sogenannten Wettinplatz befindet sich im Osten der Stadt Thum nördlich des Georgsteins. Sie wurde 1889 anlässlich des 800-jährigen Jubiläums des Hauses Wettin angelegt. Die Allee aus Stiel-Eichen führt vom nördlichen Rand des Waldes am Georgstein, der ehemals als Hofbusch bezeichnet wurde, nach Norden. Am nördlichen Ende der Allee weitet sie sich zu einer rechteckigen Anlage, dem sogenannten Wettinplatz. Dieser wird von einer Eichenreihe gesäumt; in der Mitte befindet sich eine hainartige Pflanzung aus Europäischen Lärchen. Auf dem Wettinplatz sind zwei schlichte rechteckige Gedenksteine aufgestellt: westlich der Mittelachse ein Stein mit der Inschrift „Albert / 1889“, östlich der Mittelachse mit „Heinrich / 1089“. Zum Gedenken an das 800. Jubiläum des Hauses Wettin wurden überall in Sachsen Denkmäler aufgestellt, Jubiläumsbäume gepflanzt und andere Gedenkanlagen geschaffen. Heinrich I. (um 1070–1103) war der erste aus dem Adelsgeschlecht der Wettiner, der die Mark Meißen vom Kaiser als Lehen bekam und 1089 Markgraf von Meißen wurde. Im Jahr 1889 feierte man das 800-jährige Fortbestehen der wettinischen Dynastie als Herrscher des Königreichs Sachsen. Zu dieser Zeit regierte König Albert (1828–1902). Außerdem befindet sich hier auch ein Grenzstein mit Kurschwertern und der Nummer „019“. Am südlichen Ende der Allee fand ein Grabstein aus Porphyr aus dem Jahr 1695 Aufstellung. An dieser Stelle befand sich ehemals der Rittergutsfriedhof, der auch als „der Fräulein Kirchhof“ bezeichnet wurde. Der barocke Grabstein als letztes Zeugnis des hier befindlichen „der Fräulein Kirchhof“ wurde für eine junge Frau errichtet, die zwischen 1679 und 1695 gelebt hat. Ein ovales Schriftfeld wird von einer Girlande und Blumen gerahmt; zwei Wappenschilde mit Helmzier geben Hinweise auf die Verstorbene. Bekrönt wird die Kartusche von einer kleinen stilisierten Krone. Die Anlage in Thum, aus Eichenallee, Wettinplatz und zwei Gedenksteinen bestehend, erinnert an das Haus Wettin selbst, an ein 1889 weit verbreitetes und für Sachsen bedeutsames Gedenken sowie an ein für den Ort Thum wichtiges Ereignis. Sie ist somit personen-, regional- und ortsgeschichtlich bedeutend. Außerdem wirkt die Anlage durch ihre Lage zwischen den Äckern weit in die Landschaft und ist daher auch landschaftsgestaltend bedeutsam. | 09307072 |
| Weitere Bilder                          | Parentationshalle und Grabstätte Rürup/Kießling auf dem Friedhof                                                                | Am Friedhof 1 (Karte)              | Ende 19. Jahrhundert                            | Trauerhalle in historistischen Formen, Grabmal in neogotischen Formen, ortsgeschichtliche Bedeutung. Backsteinbau rot, mit gelben Steinen abgesetzt, Rundbogenfenster mit Maßwerk, Eingangssituation wie röm.-griechische Tempelfront, gerahmt von zwei mal zwei Säulen, die Bogen tragen, mit Dreieck übergiebelt, flaches Walmdach, Rürup (1910–1986) war Sanitätsrat und besaß die größte Villa im Ort. | 09247951 |
| Direkt Bild zu diesem Denkmal hochladen | Wohnhaus (mit zwei Hausteilen) in offener Bebauung                                                                              | Bahnhofstraße 4 (Karte)            | vor 1800 (Fachwerkhaus)                         | Expressiver Putzbau mit steilem Dach an älteres Fachwerkhaus angebaut, von baugeschichtlicher und ortsentwicklungsgeschichtlicher Bedeutung. Wohnhaus zweigeschossig, massiver Putzbau, mit ornamentiertem Eingang, Hakengrundriss, auffällig das sehr steile Dach, Fachwerkhaus mit weitgehend intakter Holzkonstruktion, Satteldach. | 09247909 |
|                                         | Bankgebäude in offener Bebauung                                                                                                 | Bahnhofstraße 10 (Karte)           | 1906                                            | Putz-Klinker-Fassade, späthistoristische Formensprache, aufwändig ornamentierter Eingang, baugeschichtliche und ortsgeschichtliche Bedeutung. Zweigeschossiger Bau, Erdgeschoss Putz, Obergeschoss und Eckturm (dreigeschossig) roter Klinker, Eckturm mit Pyramidendach ansonsten Dach gewalmt (Schieferdeckung), Fenster mit Putzfaschen, im Turmbereich mit Palladiomotiv (hier Muschel), Eingang mit ornamentiertem Giebelfeld, hier Kartusche, Erdgeschoss mit Themenfenstern, dieser Bereich heute etwas geglättet (2003) | 09247960 |
| Direkt Bild zu diesem Denkmal hochladen | Wohnhaus in offener Bebauung, mit seitlicher Einfriedung und Toreinfahrt                                                        | Brauhausstraße 16 (Karte)          | bezeichnet 1900                                 | Späthistoristische Fassade mit Eckerker, mit einigem Ornament, baugeschichtliche Bedeutung. Zweigeschossiger roter Klinkerbau auf Natursteinsockel (Porphyr), mit dominantem Eckrisalit (hier Dreigeschossigkeit) und Sandsteinerker, mit steilem Türmchen überhöht. Sandsteingestaltung in den Fensterbereichen, zum Teil Kartuschen und Pflanzenornamente, Dachgaupen mit Rundbogenschluss nicht original, Schieferdeckung. | 09247903 |
| Weitere Bilder                          | Kirche (mit Ausstattung), davor Denkmal zur Erinnerung an die Völkerschlacht 1813 und Grabmal an der Nordseite der Kirche       | Chemnitzer Straße - (Karte)        | 1703, im Kern älter                             | Barocke Saalkirche mit Nordturm, im Kern spätgotischer Bau, baugeschichtlich, ortsgeschichtlich und ortsbildprägend von Bedeutung Putzbau mit dreiseitig geschlossenem Chor, Segmentbogenöffnungen, hoher Turm. Denkmal: Obelisk auf Sockel, mit Kanonenkugeln. | 09247897 |
| Weitere Bilder                          | Pfarrhaus in offener Bebauung, mit Einfriedung und Gedenkstein in der Einfriedung                                               | Chemnitzer Straße 1 (Karte)        | 1866                                            | Baugeschichtliche und ortsgeschichtliche Bedeutung. Zweigeschossiger massiver Putzbau mit Segmentbogenfenstern in beiden Etagen, Walmdach mit Ausbauten, Schieferdeckung. | 09247899 |
| Direkt Bild zu diesem Denkmal hochladen | Wohnhaus in halboffener Bebauung                                                                                                | Chemnitzer Straße 10 (Karte)       | um 1800, Kern eventuell älter                   | Putzbau mit ursprünglichem Wand-Öffnungs-Verhältnis, schönes Türportal, innen Kreuzgewölbe, baugeschichtliche und vermutlich ortsgeschichtliche Bedeutung. Zweigeschossiger massiver Putzbau, breiter Baukörper mit Krüppelwalmdach, Schieferdeckung. | 09247900 |
| Direkt Bild zu diesem Denkmal hochladen | Ehemaliges Hotel in Ecklage und halboffener Bebauung                                                                            | Chemnitzer Straße 18 (Karte)       | 1904                                            | Historisierende Klinkerfassade, mit dominantem Kuppelaufsatz, baugeschichtliche und ortsgeschichtliche sowie städtebauliche Bedeutung. Hohes verputztes Erdgeschoss, darüber Obergeschoss aus rotem Backstein, mit gelbem abgesetzt, Fenster mit Sandsteinrahmung, bekrönt mit Sonnenornament, Satteldach mit unpassendem Ausbau (wahrscheinlich 1950er Jahre), Eckturm überkuppelt (Schieferdeckung), mit Uhr, ornamentierter Eingang. | 09247901 |
| Direkt Bild zu diesem Denkmal hochladen | Wohnstallhaus und Scheune eines Zweiseithofes                                                                                   | Chemnitzer Straße 37; 37a (Karte)  | 2. Hälfte 19. Jahrhundert                       | Wohnstallhaus Obergeschoss Fachwerk, Fachwerk-Scheune, ortsbildprägendes Gehöft, baugeschichtliche und ortsentwicklungsgeschichtliche Bedeutung. - Wohnstallhaus: Erdgeschoss massiv, zum Teil noch Natursteingewände, Stallteil noch erkennbar, Obergeschoss mit Fachwerk der letzten Holzbauphase, originale Fenstergrößen, Satteldach, Giebelverbretterung, - Scheune: Ebenfalls Spätphase des Fachwerkbaues (zweiriegelig, gesägt), verbretterter Drempel, flaches Krüppelwalmdach. | 09247954 |
| Direkt Bild zu diesem Denkmal hochladen | Ehemalige Strumpffabrik | Chemnitzer Straße 40a (Karte)      | 1923 (Fabrikgebäude)                            | Recht ursprünglich erhalten, Putzbau im Reform- und Heimatstil, baugeschichtliche und ortsgeschichtliche Bedeutung. Zweigeschossiger massiver Putzbau mit ausgebautem Mansarddach, Hauptfassade mit zwei dreiecksübergiebelten Dachhäusern, Kolossalordnung, Fenster des Gebäudes großteils mit originaler kleinteiliger Sprossung, Erdgeschoss mit Rundbögen, aber (original?) gerader Fenstersturz. | 09247953 |
| Direkt Bild zu diesem Denkmal hochladen | Fabrikgebäude | Chemnitzer Straße 65 (Karte)       | 1922 (Fabrikgebäude)                            | Putzbau, Anklänge an den Art-déco-Stil, von ortsgeschichtlicher Bedeutung. Zweigeschossiger massiver Putzbau, Geschosse durch Gurtgesims optisch getrennt, überhöht durch größeren und kleineren Segmentbogengiebel, originale kleinteilige Fenstersprossung, vergleichsweise ungewöhnliche Türgestaltung. | 09247950 |
| Direkt Bild zu diesem Denkmal hochladen | Wohnhaus in offener Bebauung | Färberstraße 1 (Karte)             | 18. Jahrhundert, womöglich noch älter           | Obergeschoss Fachwerk, Relikt der Holzbauweise, Konstruktion erhalten, Strukturbestandteil des Ortskerns, ortsentwicklungsgeschichtliche und baugeschichtliche Bedeutung. Erdgeschoss massiv, verändert, Obergeschoss-Fenster originale Größe, Fachwerk verkleidet, steiles Satteldach mit markanten Aufschieblingen. | 09247904 |
| Direkt Bild zu diesem Denkmal hochladen | Wohnhaus in offener Bebauung | Färberstraße 7 (Karte)             | 18. Jahrhundert                                 | Obergeschoss Fachwerk, Strukturbestandteil des Ortskerns, trotz Veränderung von baugeschichtlicher Bedeutung. Erdgeschoss massiv, geglättet, Ladeneinbau, Obergeschoss mit intakter Konstruktion,Satteldach, Giebel ausgemauert. | 09247905 |
| Direkt Bild zu diesem Denkmal hochladen | Wohnhaus in offener Bebauung | Färberstraße 13 (Karte)            | um 1800                                         | Obergeschoss Fachwerk, Strukturbestandteil des Ortskerns, von baugeschichtlicher Bedeutung. Erdgeschoss massiv, verändert, Obergeschoss-Fenster originale Größe, Satteldach, Schleppdach | 09247906 |
| Direkt Bild zu diesem Denkmal hochladen | Wohnhaus in offener Bebauung | Forsthäuser 2 (Karte)              | um 1800                                         | Obergeschoss Fachwerk, in exponierter Lage, einziges weitgehend ursprünglich erhaltenes Exemplar der Aussiedlung, baugeschichtlich von Bedeutung. Erdgeschoss massiv, geglättet, Obergeschoss überwiegend Fachwerk (verkleidet), Obergeschoss-Fenster originale Größe, Satteldach. | 09247910 |
| Direkt Bild zu diesem Denkmal hochladen | Wohnhaus in offener Bebauung | Gartenstraße 3 (Karte)             | 1. Hälfte 19. Jahrhundert, Kern womöglich älter | Obergeschoss Fachwerk, Relikt der Holzbauweise in gewandelter Umgebung, baugeschichtliche Bedeutung. Erdgeschoss massiv verändert, Obergeschoss-Fachwerk bis auf Giebelseite (hier Tür eingebaut) intakt, zweiriegelig, steiles Satteldach mit Aufschieblingen. | 09247902 |
| Direkt Bild zu diesem Denkmal hochladen | Wohnhaus in offener Bebauung | Greifensteinstraße 5 (Karte)       | um 1908                                         | Putzbau mit Fachwerkelementen, zwischen Späthistorismus und Reformstil, baugeschichtliche Bedeutung. Auf teils rustikalem, teils verändertem Sockelgeschoss, zwei Putzgeschosse, unteres mit Segmentbogenfenstern, gestaffelte Treppenhausfenster, profilierte Putzfaschen, Obergeschoss mit Fachwerk-Ausbau, Dach auf Krüppelmansardbasis, Ausbauten, Seitenrisalit mit geschweiftem Giebel, Schieferdeckung. | 09247958 |
| Direkt Bild zu diesem Denkmal hochladen | Wohnhaus in offener Bebauung | Kirchstraße 4 (Karte)              | vor 1800                                        | Obergeschoss Fachwerk verschiefert, Relikt der Holzbauweise in gewandelter Umgebung, baugeschichtliche Bedeutung. Erdgeschoss massiv, stark verändert, aber Obergeschoss weitgehend ursprünglich, steiles Satteldach mit Aufschieblingen, Schieferdeckung, ehemals Schule, bezeichnet „1823“. | 09247894 |
| Weitere Bilder                          | Wohnhaus in offener Bebauung und in Ecklage                                                                                     | Kirchstraße 6 (Karte)              | um 1840                                         | Stattlicher Putzbau, authentisch erhalten, als Fronfeste erbaut, 1847–1870 Schule, bis 1889 als Rathaus genutzt, ortsgeschichtliche Bedeutung. Zweigeschossiger massiver Putzbau, intaktes Wand-Öffnungs-Verhältnis, Krüppelwalmdach, auch ehemalige Schule. | 09247895 |
| Weitere Bilder                          | Ehemalige Textilfabrik mit Hauptgebäude (Nr. 8) und zwei Nebengebäuden (Nr. 10 und 12) einer Dreiflügelanlage, sowie Fabrikpark | Kirchstraße 8; 10; 12 (Karte)      | Stammhaus wohl um 1815 (Fabrikgebäude)          | Stammhaus der Thumer Textilfirma Theodor Hofmann, baugeschichtliche und besondere ortsgeschichtliche Bedeutung. Stammhaus mit breiter Kubatur und gedrungenem Krüppelwalmdach, intaktes Wand-Öffnungs-Verhältnis, zwei Flügelbauten desgleichen, Satteldach und Frackdach, ein Bau mit Zahnschnitt-Gurtgesims. | 09247896 |
|                                         | Postmeilensäule | Markt - (Karte)                    | bezeichnet 1727                                 | Kopie einer Distanzsäule, verkehrsgeschichtlich von Bedeutung. Kopie einer Kursächsische Distanzsäule bezeichnet „1727“, aus Pirnaer Elbsandstein, Sockel aus Granit, fast vier Meter hoch, an dominanter Stelle auf dem Marktplatz, in der typischen Form (mit 87 Entfernungsangaben beschrifteter) Obelisk auf hohem Sockel, mit Wappenstück sowie „AR“- Monogramm und Posthornzeichen, 1966 durch Steinbildhauermeister D. Friedrich (Annaberg) erneuert. | 09247892 |
| Direkt Bild zu diesem Denkmal hochladen | Mietshaus in geschlossener Bebauung                                                                                             | Markt 1 (Karte)                    | bezeichnet 1904                                 | Historistische Fassade weitgehend ursprünglich erhalten, baugeschichtliche und städtebauliche Bedeutung. Dreigeschossig, geputztes Erdgeschoss mit Geschäften, leicht verändert, darüber zwei Geschosse roter Klinker, in den Fensterrahmungen mit Sandstein ornamental abgesetzt, flache Seitenrisalite spitz übergiebelt, profiliertes Traufgesims, darüber Dachausbau. | 09247888 |
| Direkt Bild zu diesem Denkmal hochladen | Mietshaus in halboffener Bebauung                                                                                               | Markt 2 (Karte)                    | um 1920                                         | Authentische Fassade in stilisiertem Neoklassizismus, baugeschichtliche und städtebauliche Bedeutung. Dreigeschossiger massiver Putzbau, Erdgeschoss mit Rundbogenfenstern, mit geschweiftem Bogen bekrönter Eingang, Gurtgesimse, die zwei Obergeschosse durch lisenenartige Putzgestaltung kolossal zusammengefasst, Spiegelfelder mit Ornamenten, Mansarddach mit Überstand, repräsentativer Dachausbau. | 09247891 |
| Direkt Bild zu diesem Denkmal hochladen | Postgebäude in offener Bebauung                                                                                                 | Poststraße 4 (Karte)               | 1935                                            | Putzbau im Heimatstil, hochgradig im ursprünglichen Aussehen erhalten, baugeschichtliche und ortsgeschichtliche Bedeutung. Zweigeschossiger massiver Putzbau mit originalen Kastenfenstern (bündig zur Wand), Porphyrgewände, Walmdach, innen verändert. | 09247963 |
| Weitere Bilder                          | Ehemaliges Herrenhaus eines Rittergutes, heute Rathaus                                                                          | Rathausplatz 4 (Karte)             | im Kern bezeichnet 1469                         | Stattlicher barocker Putzbau mit bemerkenswertem Portal, bauhistorische und ortsgeschichtliche Bedeutung. Zweigeschossiger verputzter Bruchsteinbau mit Mansarddach, intaktes Wand-Öffnungs-Verhältnis, Fenstergewände gefast, Naturstein, ursprüngliche Fensterteilung, profiliertes Traufgewände, 7/3/5 stehende Gaupen, Schieferdeckung, spätbarockes Portal, segmentbogig, Schlussstein, darüber Kartusche mit gefasstem Stadtwappen (Engel und Turm), Freitreppe mit zwei Sandsteinlöwen, bis 1882 Herrenhaus. | 09247886 |
| Direkt Bild zu diesem Denkmal hochladen | Portal eines Gebäudes | Rathausplatz 6 (Karte)             | um 1910                                         | Neobarock wirkendes Portal mit bacchantischer Ornamentik, künstlerisch von Bedeutung. | 09247961 |
| Direkt Bild zu diesem Denkmal hochladen | Wohnhaus in offener Bebauung und in Ecklage                                                                                     | Robert-Schneider-Straße 2 (Karte)  | Kern womögl. 17. Jahrhundert                    | Putzbau, Krüppelwalmdach mit zwei Dachhechten, stattliches Gebäude von baugeschichtlicher Bedeutung, auch straßenbildprägende Wirkung, ortsgeschichtlich relevant als Wohnstätte des Stadtrichters. Erdgeschoss großteils Feldstein, Unterkellerung durch zwei große Bruchstein-Tonnengewölbe, im Erdgeschoss alte Gewölbeformen mit Wandverbindungen zum Teil mit Profilierung, Obergeschoss großteils Fachwerk verputzt, großes Satteldach mit Ausbauten, Anbau nach Norden erst etwa hundert Jahre alt, dort auf der Rückseite Natursteinportal (bezeichnet „1693“) als Spolie | 09304998 |
| Direkt Bild zu diesem Denkmal hochladen | Mietshaus in Ecklage und in halboffener Bebauung                                                                                | Stollberger Straße 2 (Karte)       | bezeichnet 1904                                 | Reiche späthistoristische Fassade, Eckbetonung, baugeschichtliche und städtebauliche Bedeutung. Dreigeschossig, Erdgeschoss mit Putznutung, dort Geschäft, bogige Fenster, mit Rundbogen überhöhtes Portal, darüber zwei Geschosse roter Klinker, mit stark profilierten Sandsteinelementen abgesetzt (Fensterbekrönungen/Vorhangbögen), flache Seitenrisalite, zur Stollberger Straße hin mit geschweiftem Giebel überhöht, darin jugendstiliger Dekor, Dachausbauten, die Ecke durch turmartigen Aufsatz bekrönt. | 09247889 |
|                                         | Wohnhaus in offener Bebauung | Stollberger Straße 3 (Karte)       | 1886 im Kern                                    | Klinker-Putz-Fassade, authentische späthistoristische Erscheinung, bauhistorische und ortsgeschichtliche Bedeutung (war ehemaliges Bahnhofsgebäude). Zweigeschossig, Erdgeschoss mit großen Segmentbogenfenstern, hier ursprünglich Laden und Fertigung (Spiegel, Bilder), zwei flache Seitenrisalite, von steilen Walmdächern überfangen, links verhältnismäßig aufwändiges Portal (Oberlicht von Knaggen gerahmt, original), historistisches Türblatt, Gurtgesims, Obergeschoss roter Klinker, Sandsteinrahmung der Fenster, profiliertes Traufgesims, stehende Gaupen mit steilen Zeltdächern (linker Seitenrisalit). | 09247890 |
| Direkt Bild zu diesem Denkmal hochladen | Fabrikantenvilla (ohne Anbau) und Gartenpavillon                                                                                | Stollberger Straße 32 (Karte)      | um 1920                                         | Putzbau in zeitgenössischer, zum Teil expressiver Formensprache, erhaltene Ornamentierung, baugeschichtliche Bedeutung. Zweigeschossiger massiver Putzbau, Walmdach mit Überstand, Erker mit Putzprofilierung, zum Teil originale Fenstersprossung (2003), bemerkenswerte (höhlenartige) Eingangssituation, hier längsovale Öffnungen. | 09247959 |
| Direkt Bild zu diesem Denkmal hochladen | Wohnhaus einer Wohnanlage | Zechenstraße 10 (Karte)            | 1920er Jahre                                    | Genossenschafts-Wohnbebauung in der Formensprache der 1920er Jahre, einzige original erhaltene Gebäude dieser Art im Ort (siehe auch Zechenstraße 12 und Zechenstraße 16/18), ortsentwicklungsgeschichtlich von Bedeutung. Zweigeschossiger massiver Putzbau mit Putz-Gurtgesims, rustikaler Sockel, sparsame expressionistische Formen (Eingang), zum Teil originale Fenstersprossung, Satteldach mit Ausbau, zum Teil noch Schlagläden (2003), durch Bogen mit Nummer 12 verbunden. | 09247955 |
| Direkt Bild zu diesem Denkmal hochladen | Wohnhaus einer Wohnanlage | Zechenstraße 12 (Karte)            | 1920er Jahre                                    | Genossenschafts-Wohnbebauung in der Formensprache der 1920er Jahre, einzige original erhaltene Gebäude dieser Art im Ort (siehe auch Zechenstraße 10 und Zechenstraße 16/18), ortsentwicklungsgeschichtlich von Bedeutung. Zweigeschossiger massiver Putzbau mit Putz-Gurtgesims, rustikaler Sockel, sparsame expressionistische Formen (Eingang), zum Teil originale Fenstersprossung, Satteldach mit Ausbau, zum Teil noch Schlagläden (2003), durch Bogen mit Nummer 12 verbunden | 09247956 |
| Direkt Bild zu diesem Denkmal hochladen | Wohnhaus (mit zwei Hausnummern) einer Wohnanlage                                                                                | Zechenstraße 16; 18 (Karte)        | 1920er Jahre                                    | Genossenschafts-Wohnbebauung in der Formensprache der 1920er Jahre, einzige original erhaltene Gebäude dieser Art im Ort (siehe auch Zechenstraße 10 und Zechenstraße 12), ortsentwicklungsgeschichtlich von Bedeutung. Eingeschossige Häuserzeile mit zwei Eingängen, Putzbau mit verbrettertem Giebel auf einer Seite, originale Fenstersprossung, fast alle Schlagläden erhalten (2003), vier spitzgiebelige Dachhäuser, verbunden durch Ausbau, steiles Satteldach. | 09247957 |

## Herold
| Bild                                    | Bezeichnung | Lage                                     | Datierung                  | Beschreibung | ID       |
| --------------------------------------- | --- | ---------------------------------------- | -------------------------- | --- | -------- |
| Direkt Bild zu diesem Denkmal hochladen | Wohnhaus | Am Graben 14 (Karte)                     | 1. Hälfte 19. Jahrhundert  | Obergeschoss und zum Teil Erdgeschoss Fachwerk, baugeschichtliche Bedeutung. Erdgeschoss teils Fachwerk, teils massiv, Obergeschoss Fachwerk, zweiriegelig, Fenster beider Geschosse mit T-Sprossung (2004), Giebel verschiefert, steiles Krüppelwalmdach mit Hecht, Schieferdeckung. | 09247915 |
| Direkt Bild zu diesem Denkmal hochladen | Wohnhaus | Am Kalkwerk 6 (Karte)                    | bezeichnet 1828            | Putzbau mit klassizistischem Portal, dominantes steiles Mansarddach, ortsgeschichtliche Bedeutung. Zweigeschossig, mit intaktem Wand-Öffnungs-Verhältnis, Naturstein-Erdgeschoss, klassizistisches Haustürgewände, Sturz mit Inschrift: „C. E. Horn“ (Kalkwerksbesitzer) 1828. | 09247913 |
| Direkt Bild zu diesem Denkmal hochladen | Fabrikantenvilla eines Kalkwerkes | Am Kalkwerk 7 (Karte)                    | nach 1850                  | Historisierender Putzbau mit Loggia, noch mit Einflüssen des Klassizismus, weitgehend ursprünglich, bauhistorische und ortsgeschichtliche Bedeutung. Dreigeschossiger massiver Putzbau mit sehr breitem Baukörper, zum Teil Lisenengliederung, sehr flaches Satteldach mit Überstand, Ort mit Verzierungen, zum Teil profilierte Fensterrahmungen, Erdgeschoss Rundbögen, originales Türblatt, Fenster weitgehend mit ursprünglicher Sprossung (2004) Seitenrisalit, Talseite mit Loggia. | 09247912 |
| Weitere Bilder                          | Einzeldenkmale der Sachgesamtheit Kalkwerk Herold: zwei Kalköfen und Nebengebäude (Nr. 9), Mundloch mit integriertem Kalkofen, Stützmauer und Huthaus (Nr. 8) - (siehe auch Sachgesamtheit Kalkwerk Herold - Obj. 09300458) | Am Kalkwerk 8; 9 (Karte)                 | bezeichnet 1852 (Kalkwerk) | Technikhistorische und ortsgeschichtliche Relevanz, Seltenheitswert. Bruchsteinmauerwerk, zwei Schornsteinreste Ziegel, Huthaus (ehemals Gaststätte Am Kalkwerk 8) Fachwerk in beiden Geschossen, mit Glocken-Dachreiter, flaches Satteldach mit Überstand, weiteres eingeschossiges massives Putzgebäude mit Rundbogenfenstern. | 09247911 |
| Weitere Bilder                          | Sachgesamtheit Kalkwerk Herold | Am Kalkwerk 8; 9; 10 (Karte)             | bezeichnet 1852            | Technikhistorische und ortsgeschichtliche Relevanz, Seltenheitswert. Sachgesamtheit mit folgenden Einzeldenkmalen: - Zwei Kalköfen und Nebengebäude (Nr. 9), - Mundloch mit integriertem Kalkofen, Stützmauer und Huthaus (Nr. 8) - (siehe Einzeldenkmalliste - Obj. 09247911), - Mit folgenden Sachgesamtheitsteilen: weitere Gebäude (Nr. 10) des Kalkwerkes | 09300458 |
| Weitere Bilder                          | Lokschuppen des ehemaligen Herolder Bahnhofs | Am Kraftberg 84 (Karte)                  | um 1886                    | Eisenbahngeschichtlich von Bedeutung. Eingeschossig mit Drempel, preußisches Fachwerk, flaches Satteldach mit Überstand. | 09247928 |
| Direkt Bild zu diesem Denkmal hochladen | Ehemaliges Wohnstallhaus eines Bauernhofes | An der Siedlung 7 (Karte)                | 18. Jahrhundert            | Regionaltypische Holzbauweise, Obergeschoss Fachwerk, baugeschichtliche Relevanz. Erdgeschoss massiv, verändert, Obergeschoss mit intaktem Wand-Öffnungs-Verhältnis, schöne Verbretterung (auch Giebel), steiles Satteldach. | 09247923 |
| Direkt Bild zu diesem Denkmal hochladen | Wohnhaus | Annaberger Straße 42 (Karte)             | um 1850                    | Obergeschoss Fachwerk verkleidet, in der regionaltypischen Ausformung, baugeschichtliche Relevanz. Erdgeschoss massiv, Obergeschoss teils mit schöner Verbretterung, teils verschiefert, Fenster Obergeschoss originale Größe, Krüppelwalmdach mit leichtem Überstand, ohne Ausbau, Schieferdeckung. | 09247927 |
| Weitere Bilder                          | Empfangsgebäude (mit angebautem Güterschuppen) sowie Toilettenhäuschen eines ehemaligen Bahnhofs | Bahnhofsplatz 7 (Karte)                  | 1886 (Empfangsgebäude)     | Ortsgeschichtliche und verkehrsgeschichtliche Bedeutung. Eingeschossiges Ziegelgebäude, Expeditionsteil preußisches Fachwerk, Kniestock, flaches Satteldach mit Schieferdeckung und Überstand, frei stehendes verbrettertes Toilettenhäuschen. | 09247926 |
| Direkt Bild zu diesem Denkmal hochladen | Wohnhaus | Dorfstraße 17 (Karte)                    | um 1850                    | Obergeschoss Fachwerk, baugeschichtliche Bedeutung. Erdgeschoss sehr geglättet, Obergeschoss mit intaktem Wand-Öffnungs-Verhältnis, aber Kunststofffenster, Fachwerk zweiriegelig, Krüppelwalmdach, Schieferdeckung. | 09247920 |
| Direkt Bild zu diesem Denkmal hochladen | Ehemaliges Wohnstallhaus eines Bauernhofes | Dorfstraße 29 (Karte)                    | Kern wohl vor 1750         | Obergeschoss Fachwerk, baugeschichtliche Bedeutung. Erdgeschoss sehr verändert, Obergeschoss Fachwerk im mittleren Teil am ältesten (einriegelig), Erdgeschoss wahrscheinlich massiv unterfahren, Satteldach, Giebel verbrettert. | 09247919 |
| Direkt Bild zu diesem Denkmal hochladen | Wohnmühlenhaus mit Anbau über Eck, davor Zufahrtsbrücke über die Wilisch | Dorfstraße 39 (Karte)                    | um 1820                    | Wohnmühlenhaus mit Segmentbogenportal, Bruchstein-Bogenbrücke als Zufahrt, von ortsgeschichtlicher Bedeutung. - Wohnmühlenhaus mit Anbau: Zweigeschossiger massiver Putzbau, Krüppelwalmdach mit Ausbauten, intaktes Wand-Öffnungs-Verhältnis, - Industriemühle: Viergeschossiger Bruchsteinbau verputzt, Satteldach, ebenfalls intaktes Wand-Öffnungs-Verhältnis. | 09247917 |
| Direkt Bild zu diesem Denkmal hochladen | Wohnhaus (ohne Anbau) | Drebacher Straße 1 (Karte)               | um 1800                    | Obergeschoss Fachwerk verkleidet, regionaltypische Holzbauweise, baugeschichtliche Relevanz. Erdgeschoss verändert (unter anderem Ladeneinbau), Obergeschoss-Konstruktion aber intakt, Sprossenfenster, steiles Krüppelwalmdach, Fachwerk verkleidet. | 09247921 |
| Direkt Bild zu diesem Denkmal hochladen | Wohnhaus | Drebacher Straße 3 (Karte)               | um 1800                    | Obergeschoss Fachwerk, regionaltypische Holzbauweise, baugeschichtliche Relevanz. Erdgeschoss massiv, verändert, Obergeschoss-Konstruktion aber intakt, Wand-Öffnungs-Verhältnis ursprünglich, steiles Satteldach mit markanten Aufschieblingen, Obergeschoss mit Asbestschindeln verkleidet. | 09247922 |
| Direkt Bild zu diesem Denkmal hochladen | Ehemaliges Wohnstallhaus eines Bauernhofes | Drebacher Straße 21 (Karte)              | 18. Jahrhundert            | Obergeschoss Fachwerk verkleidet, intakte Konstruktion, baugeschichtliche Bedeutung. Erdgeschoss massiv, Obergeschoss-Fachwerk verkleidet, Fenster originale Größe, steiles Satteldach mit markanten Aufschieblingen. | 09247924 |
| Direkt Bild zu diesem Denkmal hochladen | Wohnhaus | Drebacher Straße 51 (Karte)              | 1833                       | Obergeschoss Fachwerk, intakte Konstruktion, baugeschichtliche Bedeutung. Erdgeschoss massiv, Erdgeschoss und Obergeschoss mit weitgehend intaktem Wand-Öffnungs-Verhältnis, Obergeschoss mit Kunstschiefer verkleidet, relativ flaches Satteldach. | 09247925 |
| Direkt Bild zu diesem Denkmal hochladen | Wohnstallhaus eines Bauernhofes | Obere Dorfstraße 21 (Karte)              | 18. Jahrhundert            | Obergeschoss Fachwerk, Giebel verbrettert, baugeschichtliche Bedeutung. Erdgeschoss massiv, Fenstergewände, Obergeschoss-Konstruktion weitgehend intakt, steiles Satteldach mit altdeutscher Schieferdeckung, Giebel verbrettert, ein Giebel mit Heuaufzug. | 09247934 |
| Direkt Bild zu diesem Denkmal hochladen | Wohnhaus | Obere Dorfstraße 28 (Karte)              | um 1850                    | Obergeschoss Fachwerk, baugeschichtliche und sozialgeschichtliche Bedeutung. Erdgeschoss massiv, Obergeschoss mit intaktem Wand-Öffnungs-Verhältnis, Fachwerk zweiriegelig, Krüppelwalmdach. | 09247931 |
| Direkt Bild zu diesem Denkmal hochladen | Wohnhaus | Obere Dorfstraße 29 (Karte)              | um 1800                    | Obergeschoss Fachwerk, trotz leichter Veränderungen von baugeschichtlicher Bedeutung. | 09247932 |
| Direkt Bild zu diesem Denkmal hochladen | Wohnhaus | Obere Dorfstraße 49 (Karte)              | 1. Hälfte 19. Jahrhundert  | Obergeschoss Fachwerk, baugeschichtliche Bedeutung. Erdgeschoss massiv, verändert, Fachwerk sichtbar, zweiriegelig, Fenster gesprosst (2003) und originale Größe, steiles Satteldach, Kaltdach, altdeutsche Schieferdeckung. | 09247930 |
| Weitere Bilder                          | Kirche (Nr. 30, mit Ausstattung), Kriegerdenkmal für die Gefallenen des Ersten Weltkrieges und drei Grabmale auf dem benachbarten Friedhof (Nr. 28)                                                                         | Zschopauer Straße 28; 30 (Karte)         | 1862–1864                  | Saalkirche mit polygonalem Chor und Südturm, im Rundbogenstil des 19. Jahrhunderts, baugeschichtlich, ortsgeschichtlich und ortsbildprägend von Bedeutung. - Hallenkirche im Rundbogenstil mit Westturm, - Wandgrabmal der Familie Hofmann, um 1920, Wandgrabmal der Familie Paul Uhlig, nach 1958, - Wandgrabmal der Familie Löser, - Denkmal: Beschrifteter Steinblock. | 09247918 |
| Direkt Bild zu diesem Denkmal hochladen | Meilenstein | Zschopauer Straße 49 (gegenüber) (Karte) | 1865                       | Verkehrsgeschichtlich von Bedeutung. „Annaberg 1,86 M“, in der typischen Gestaltung. | 09247916 |
| Direkt Bild zu diesem Denkmal hochladen | Wohnhaus | Zschopauer Straße 68a (Karte)            | wahrscheinlich vor 1750    | Obergeschoss Fachwerk verputzt, gedrungene Kubatur, baugeschichtliche Bedeutung. Erdgeschoss massiv, etwas verändert, Obergeschoss höchstwahrscheinlich noch Fachwerk, überputzt, Giebelseite verschiefert, steiles Satteldach. | 09247914 |

## Jahnsbach
| Bild                                    | Bezeichnung | Lage                                     | Datierung                           | Beschreibung | ID       |
| --------------------------------------- | --- | ---------------------------------------- | ----------------------------------- | --- | -------- |
| Direkt Bild zu diesem Denkmal hochladen | Wohnhaus | Friedrich-Ludwig-Jahn-Straße 21 (Karte)  | um 1800, eventuell älter            | Obergeschoss und Giebel Fachwerk, baugeschichtliche Relevanz. Erdgeschoss massiv, verändert, Fachwerk-Teil aber sehr authentisch, zweiriegeliges Fachwerk mit Streben, steiles Krüppelwalmdach. | 09247938 |
| Direkt Bild zu diesem Denkmal hochladen | Empfangsgebäude, Toilettenhäuschen und Güterschuppen eines ehemaligen Bahnhofs                                                            | Geyersche Straße 10a (Karte)             | 1911 (Empfangsgebäude)              | Von ortsgeschichtlicher und verkehrsgeschichtlicher Bedeutung. Empfangsgebäude und Seitengebäude kleine Holzgebäude, Güterexpedition eingeschossig mit Drempel, flaches Satteldach mit großem Überstand, alle Gebäude sorgfältig verbrettert. | 09247935 |
| Direkt Bild zu diesem Denkmal hochladen | Wohnstallhaus eines Bauernhofes | Schmiedegasse 9 (Karte)                  | 18. Jahrhundert                     | Obergeschoss Fachwerk verbrettert, Konstruktion erhalten, baugeschichtliche Bedeutung. Erdgeschoss massiv, leicht verändert, Obergeschoss-Fenster originale Größe, Obergeschoss und Giebel verbrettert, steiles Satteldach. | 09247943 |
| Direkt Bild zu diesem Denkmal hochladen | Wohnhaus | Straße der Freundschaft 7 (Karte)        | nach 1800                           | Obergeschoss Fachwerk, Beispiel regionaltypischer Holzbauweise, baugeschichtliche und sozialgeschichtliche Relevanz. Erdgeschoss massiv, Obergeschoss-Fenster originale Größe, Fachwerk verbrettert, eine Giebelseite verschiefert. | 09247948 |
|                                         | Meilenstein | Straße der Freundschaft 18 (bei) (Karte) | 1865 (Meilenstein)                  | Verkehrsgeschichtlich von Bedeutung. | 09306072 |
| Direkt Bild zu diesem Denkmal hochladen | Wohnstallhaus, Seitengebäude und Scheune eines Bauernhofes sowie Stützmauer zur Straße                                                    | Straße der Freundschaft 30 (Karte)       | vor 1800                            | Wohnstallhaus mit strebenreichem Fachwerk-Obergeschoss, Scheune verbrettert, eine der wenigen in der Struktur erhaltenen Hofanlagen im Ort, entscheidend ortsbildprägend, baugeschichtliche Bedeutung. - Wohnstallhaus: Erdgeschoss massiv, noch Winterfenster, Obergeschoss: zweiriegeliges Sicht-Fachwerk mit Streben, intaktes Wand-Öffnungs-Verhältnis, steiles Satteldach (Kaltdach), Schieferdeckung, Stallteil noch erkennbar, - Massives Seitengebäude war wohl Stall, Backstein verputzt, Naturstein-Fenstergewände, verbretterte Scheune mit flachem Krüppelwalmdach wohl 20. Jahrhundert, strukturell aber ebenfalls von Bedeutung. | 09247947 |
| Direkt Bild zu diesem Denkmal hochladen | Wohnhaus | Straße der Freundschaft 31 (Karte)       | nach 1800                           | Obergeschoss Fachwerk, baugeschichtliche Bedeutung. Erdgeschoss massiv, noch recht ursprünglich (selten), unter anderem Winter- und Stallfenster (2003), Fachwerk-Konstruktion intakt, originale Fenstergrößen, Satteldach, Schieferdeckung, Kaltdach. | 09247945 |
| Direkt Bild zu diesem Denkmal hochladen | Wohnhaus | Straße der Freundschaft 32 (Karte)       | nach 1800                           | Obergeschoss Fachwerk, baugeschichtliche Bedeutung. Erdgeschoss massiv, geglättet, Obergeschoss-Konstruktion intakt, verbrettert, Satteldach, wohl ursprünglich Häuslerhaus. | 09247946 |
| Direkt Bild zu diesem Denkmal hochladen | Wohnhaus | Straße der Freundschaft 49 (Karte)       | um 1920                             | Mit expressiven Einflüssen, baugeschichtliche Bedeutung. Zweigeschossig, massiv, Sockel roter Backstein, alle Fenster mit originaler Sprossung (2003), konturenreiche Putzgliederung, erkerartiger Holz-Ausbau, steiles Satteldach an einer Seite abgewalmt, mit Überstand und Ausbauten, Giebel und Dachdeckung Schiefer. | 09247944 |
| Weitere Bilder                          | Kreuzkirche Jahnsbach, davor Denkmal zur Erinnerung an die Völkerschlacht 1813 neben der Kirche                                           | Straße der Freundschaft 74a (Karte)      | 1904–1905, bez. 1904                | Historistischer Kirchenbau mit Einflüssen des Reformstils, markanter Südturm mit Doppelhelm, baugeschichtlich, ortsgeschichtlich und ortsbildprägend von Bedeutung. | 09247942 |
|                                         | Kriegerdenkmal für die Gefallenen des Ersten Weltkriegs und Kriegerdenkmal für die Gefallenen des Deutsch-Französischen Krieges 1870/1871 | Straße der Freundschaft 74a (Karte)      | 1872; nach 1918                     | Ortsgeschichtlich von Bedeutung | 09307464 |
| Direkt Bild zu diesem Denkmal hochladen | Wohnstallhaus eines Bauernhofes | Straße der Freundschaft 79 (Karte)       | Kern um 1700, spätere Veränderungen | Vorkragendes Fachwerk-Obergeschoss mit Kopfstreben, Balkenköpfe und Füllhölzer profiliert, herausragendes Beispiel regionaltypischer Holzbauweise, baugeschichtliche Bedeutung. Erdgeschoss massiv, Gewände, Stallteil noch erkennbar, Obergeschoss auf breiter Schwelle, im Erdgeschoss war bis 1. Hälfte 19. Jahrhundert Blockstube, aus der Zeit das profilierte Haustürgewände, Fachwerk-Formen: Kopfband, K-Streben, ursprüngliches Wand-Öffnungs-Verhältnis, steiles Satteldach. | 09247941 |
| Direkt Bild zu diesem Denkmal hochladen | Ehemaliges Erbgericht mit Scheune und Seitengebäude                                                                                       | Straße der Freundschaft 88, 88a (Karte)  | 1847, im Kern älter                 | Bau- und ortsentwicklungsgeschichtliche Bedeutung. Das ehemalige Erbgericht ist schon auf den Sächsischen Meilenblättern von 1789 verzeichnet. 1847 wurde es nach einem Brand neu errichtet, wobei aber die Kelleranlagen vom Vorgängerbau übernommen werden konnten. Lange Zeit ein Vierseithof, sind heute neben dem Wohnhaus mit rückwärtigem Anbau und Stalltrakt sowie Saal noch die östlich gelegene Scheune und das westlich gelegene Seitengebäude erhalten. Vor allem die Ausstattung des zweigeschossigen Hauptgebäudes mit Kniestock und Krüppelwalmdach ist in der Fülle der bauzeitlichen Details (Dachstuhl, Kammergang, Flur, Pfeiler, Säulen, Portal, Zimmertüren etc.) bzw. bestandsgerecht sanierten Bauteilen (z. B. der Holzfußboden des Saales im Obergeschoss) beeindruckend. Die in ihrem Äußeren veränderte Scheune ist im Innern bauzeitlich erhalten. Das westliche Seitengebäude wurde ursprünglich als Brauhaus mit Malztenne und Scheune genutzt. Auch hier ist der bauliche Bestand in großen Teilen erhalten; die Nutzung durch Innenraumstrukturen, Heuaufzug und Ladeluken ablesbar. Bildprägend für das Anwesen erscheint die aufwendige Giebelverschieferung. Ausgesprochen selten sind die erhaltenen Holzfenstergewände. Neben dem beschriebenen baugeschichtlichen Wert weist das ehemalige Erbgericht als sozialer Kristallisationspunkt auch eine hohe ortsgeschichtliche Bedeutung auf. | 09306947 |
| Direkt Bild zu diesem Denkmal hochladen | Wohnhaus | Straße der Freundschaft 89 (Karte)       | Um 1890                             | Authentischer zweigeschossiger Putzbau mit übergiebeltem Mittelrisalit, war Textilmanufaktur, bau- und ortsentwicklungsgeschichtliche Bedeutung | 09247939 |
| Direkt Bild zu diesem Denkmal hochladen | Wohnhaus | Straße der Freundschaft 94 (Karte)       | bezeichnet 1813                     | Obergeschoss Fachwerk verkleidet, Konstruktion erhalten, baugeschichtliche Bedeutung. Erdgeschoss massiv, verändert, Obergeschoss-Fenster originale Größe, mit Asbestschiefer verkleidet, steiles Satteldach, Naturstein-Türgewände. | 09247940 |
| Direkt Bild zu diesem Denkmal hochladen | Wohnhaus (mit integriertem Scheunenteil)                                                                                                  | Zum Sportplatz 3 (Karte)                 | um 1800                             | Obergeschoss Fachwerk, regionaltypische Holzbauweise, baugeschichtliche Relevanz. Erdgeschoss massiv, integrierter Scheunenteil, Obergeschoss-Fachwerk mit Schiefer verkleidet, intaktes Wand-Öffnungs-Verhältnis, steiles Frackdach. | 09247937 |
| Direkt Bild zu diesem Denkmal hochladen | Wohnhaus | Zum Sportplatz 5 (Karte)                 | um 1800                             | Obergeschoss Fachwerk verkleidet, regionaltypische Holzbauweise, baugeschichtliche Relevanz. Erdgeschoss massiv, geglättet, Obergeschoss Wand-Öffnungs-Verhältnis intakt, Konstruktion erhalten, Fachwerk mit Eternit verkleidet, Satteldach. | 09247936 |